# Ryōta Takahashi
Ryōta Takahashi (japanisch 高橋 良太 Takahashi Ryōta; * 28. Dezember 1986 in der Präfektur Tokushima) ist ein ehemaliger japanischer Fußballspieler.

## Karriere
Takahashi erlernte das Fußballspielen in der Jugendmannschaft von Nagoya Grampus Eight. Seinen ersten Vertrag unterschrieb er 2005 bei Nagoya Grampus Eight. Der Verein spielte in der höchsten Liga des Landes, der J1 League. 2007 wechselte er zum Drittligisten FC Kariya. 2010 wechselte er zum Ligakonkurrenten Zweigen Kanazawa. 2011 kehrte er zu FC Kariya zurück. Ende 2014 beendete er seine Karriere als Fußballspieler.